# Buddhismus in Island
Der Buddhismus in Island hat relativ junge Wurzeln und beschränkt sich weitgehend auf den Ballungsraum des Hauptstadtgebiets. Es gibt Kontakte zu Buddhisten in den USA, Finnland und Großbritannien. Gegenwärtig sind einige Gruppen unterschiedlicher Traditionen aktiv, darunter auch solche, die von Menschen asiatischer Herkunft getragen werden. In dem überwiegend evangelisch-lutherischen Land gehörten mit Stand vom 1. Januar 2015 1022 Personen oder 0,3 % der Bevölkerung der buddhistischen Vereinigung Búddistafélag Íslands an. Derzeit sind Aktivitäten von Theravada, Soto-Zen, Jodo Shinshu und Neue Kadampa und somit aller buddhistischen Hauptrichtungen bekannt.
Ins Tagesgespräch kam der Buddhismus auch durch den im Oktober 2006 am Reykjavík Film Festival gezeigten Dokumentarfilm Vertu Eðlilegur (Act Normal). Der Film schildert die Geschichte eines jungen Engländers, der in Thailand zum buddhistischen Mönch Dhammanando wird, dann einige Jahre die Gemeinde der Thai in Island betreut und schließlich die Mönchsroben ablegt, um eine Russin zu heiraten.